# Нюберг, Альфред Генрихович
Альфред Генрихович Нюберг (1846 — 1909) — российский учёный-гидротехник, педагог, профессор института инженеров путей сообщения в Санкт-Петербурге (с 1896), доктор технических наук. Действительный статский советник (с 1889).

## Биография
Финского происхождения. Сын советника.
Инженер путей сообщения. На службе с 1868 года. Специалист по портовым сооружениям, преподавал в Горном институте строительное искусство (1873—1880).
Читал лекции по курсу портовых сооружений, а также осушению и орошению земель. К этим отраслям строительного искусства относятся и его научные труды, из которых самый значительный, «Курс портовых сооружений» (СПб., 1895, 2-е изд.), удостоен советом института премии имени профессора П. Н. Андреева. Автор ряда статей для ЭСБЕ.
С 1896 года занимал должность главного директора главного управления дорожных и водяных сооружений Великого княжества Финляндского Российской империи.
Участник международных инженерных конгрессов. Выступал с докладом на Инженерном конгрессе во время проведения Всемирной Колумбиевой выставки в Чикаго в 1893 году.
Занимался переводами, так перевёл с английского книгу Р. Рунеберга «О пароходах для зимнего плавания и о ледоколах» (1890).

## Избранные публикации
- Лекции об осушении и орошении местности со включением статей о предохранении от наводнений, укрепление откосов и проч.1874/75
- Курс водопроводов. 1878
- Дренаж осушения и орошения. 1878/79
- Порты Голландии (отчёт о заграничной командировке в 1880)
- Портовые товарные склады. 1884
- Углеподъёмы. Механические приспособления для нагрузки судов каменным углём. (в соавт. 1890)
- Портовые набережные на илистых и плывучих грунтах. 1893
- Канал Никарагуа. 1893
- Курс портовых сооружений (СПб., 1895, 2-е изд.)